# Толстопалый речной рак
Толстопалый речной рак (лат. Astacus pachypus) — вид десятиногих ракообразных из инфраотряда Astacidea. Распространён в Каспийском море, реке Дон, прилегающих участках Чёрного и Азовского морей, где населяет участки с соленостью до 14 ‰.
В 1950-х этот вид относили к подроду Pontastacus (наряду с видами Astacus pylzowi, Astacus kessleri и Astacus leptodactylus), то есть он именовался А. (Pontastacus) pachypus. Подрод Pontastacus с тех пор был повышен до родового уровня, а затем, в 1995 году, отнесен к новому роду Caspiastacus. Таксономия евразийских речных раков до сих пор не устоялась. Существует значительная морфологическая изменчивость евразийских речных раков; вероятно, возможна гибридизация между Astacus astacus и Astacus pachypus leptodactylus. Единственный способ по-настоящему определить границы каждого вида — проведение сравнительных молекулярно-генетических исследований. В настоящее время считается, что А. pachypus распространён в Чёрном, Азовском и Каспийском морях.
Этот вид является автохтонным в России, Украине, в Азербайджане, Туркмении и Казахстане. В Азербайджане известен из прибрежных вод в районе Баку, в Казахстане и Туркмении — также из прибрежных вод Каспийского моря, а на Украине этот вид известен в Днепро-Бугском лимане Черноморского бассейна.
Этот вид, скорее всего, отсутствует в северной части Каспийского моря, где он мог исчезнуть в результате нефтяного загрязнения (существует единственное сообщение о находке этого вида, однако информация не подтвердилась, и с тех пор нет дальнейших данных о данном виде на севере Каспия).
Для Astacus pachypus в Каспийском море характерны трехлетние циклы колебаний численности, численность увеличивалась с минимальной в 1,5 млн до максимальной в 14 млн. Западные популяции под угрозой, в то время как остальные популяции находятся в безопасности из-за отсутствия хищников и хорошего качества среды.
Этот вид можно найти в пресной и солоноватой воде, в том числе в реках, лиманах и лагунах. В солоноватой воде, солёность колеблется от 13 ‰ (в южной части ареала) до 12 ‰ (в северной части ареала). Этот вид не выдерживает резкого увеличения температуры воды. Предпочитает каменистые грунты с водными растениями и избегает очень теплой воды (более 22—26 °C) и областей, где происходит резкое падение температуры. Этот вид очень чувствителен к концентрации кислорода. По данным Румянцева (1974), смертность раков наблюдалась при средней концентрации кислорода в 2,23 мг/л и температуре воды 11 °C.
Для вида существует ряд угроз. Он страдает от промышленных загрязнений в Восточном Каспийском море, где около 100 тонн были разлиты в 1990 году. Считается, что данный вид исчез из реки Дон в 1980-х из-за токсического загрязнения; снижение его численности в северной и западной частях Каспийского моря связан с загрязнением нефтью. Там не зарегистрированы случаи рачьей чумы у данного вида.
Толстопалый речной рак включён в список видов, находящихся под угрозой исчезновения, в Красную книгу Ростовской области и России. Необходим мониторинг численности популяции, чтобы определить скорость её снижения. Необходимы дальнейшие исследования современных угроз для популяций.